# Мозаїка Стародавнього Риму

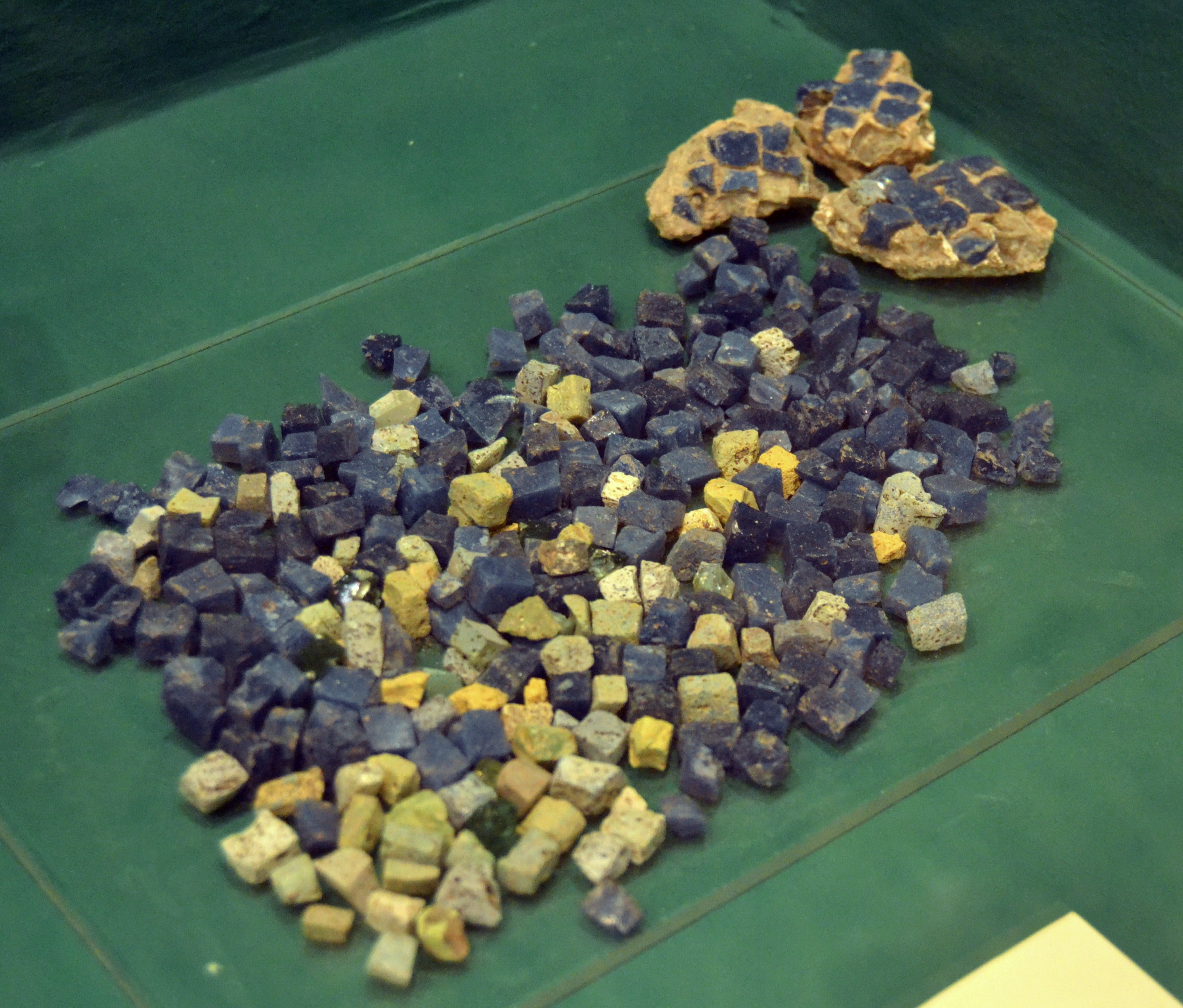
Археологічна знахідка від старовинних мозаїк.

Мозаїка Стародавнього Риму — галузь образотворчого мистецтва і декору доби Стародавнього Риму.

## Витоки

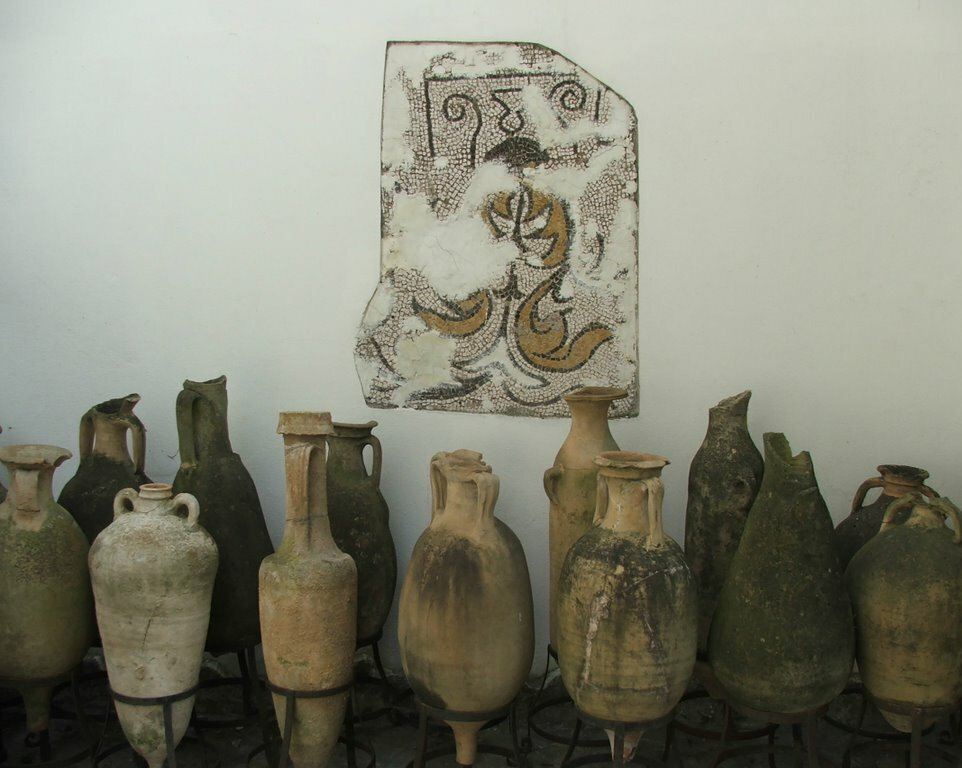
Залишки давньоримської мозаїки і амфори доби Стародавнього Риму, Археологічний музей (Тетуан), Марокко.

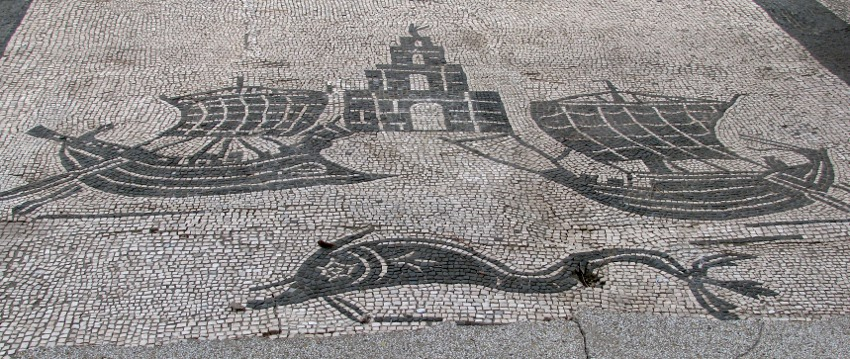
Човни, портова споруда і дельфн. Мозака у Остії Антика біля Риму.

Мозаїку добре знали вже за часів Стародавньої Греції. Примітивна первісно, вона створювалась із використанням контрастних природних камінців або морської гальки, чорних і білих, тобто була доволі монохромною. Тим не менше використання геометричних орнаментів і спрощених композицій збагачувало декор, котрий використовували для окраси суспільно значимих споруд і храмів. У Стародавній Греції, де панували республіканські форми політичного управління, розкоші в приватних будинках були заборонені. Розкішні на той час багатоколірні мозаїки та фрески могли дозволити собі царі в Македонії (Пела, «Полювання на лева», кінець IV ст. до н. е.).
Через мистецтво греків зі створенням мозаїк познайомилися і римляни. Відомі й ранні давньоримські мозаїки у чорно-білій гаммі. Декор, стриманий у роки республіканського правління в Римі, замінявся на декор розкішний у роки затвердження імператорського правління і досяг невдовзі розквіту. Ознакою розкошів стане і використання майстерно створених мозаїк, декоративних або сюжетних. На зламі II–I століть до н. е. припало використання для мозаїк і кольорової смальти. Ручна скловарна технологія дозволяла отримувати як прозорі, так і непрозорі смальти з уніфікованими розмірами. Широка колористична гамма і стійкість до атмосферних впливів зробила смальту доволі поширеною незважаючи на трудомісткість. Римська жага до розкошів долала всі перепони і смальта стала використовуватись для створення мозаїк як у багатих садибах і палацах, так і для декорування підлог, стін і склепінь декотрих храмів, підлог улюблених у Римі терм і лазень. Здешевленню мозаїк слугувало використання поряд із коштовними смальтами природних камінців.

## Розповсюдження мозаїк

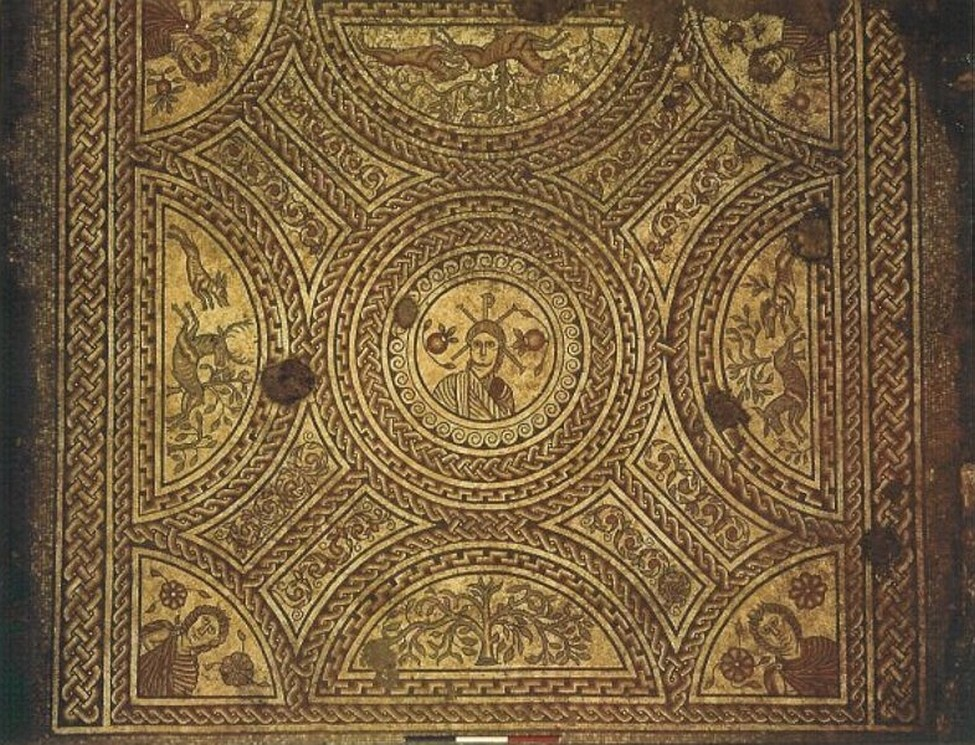
Мозаїка вілли Хінтон Сент Мері, графство Дорсет, нині Британський музей, Лондон.

Давньоримська колонізація навколишніх земель сприяла і розповсюдженню мозаїк. Їх знайшли практично в усіх колоніях Стародавнього Риму, в Іберії-Іспанії, на острові Кіпр, на Балканах і в Греції, у Передній Азії і Північній Африці, у сучасних Марокко, Алжирі, Тунісі, Туреччині, Лівані, Ізраїлі. Помешкання з мозаїками будували навіть для місцевих вождів у віддаленій від Риму Британії (мозаїки на заміських віллах, мозаїка вілли Хінтон Сент Мері, нині Британський музей, Лондон.)

## Стандарти і сюжети

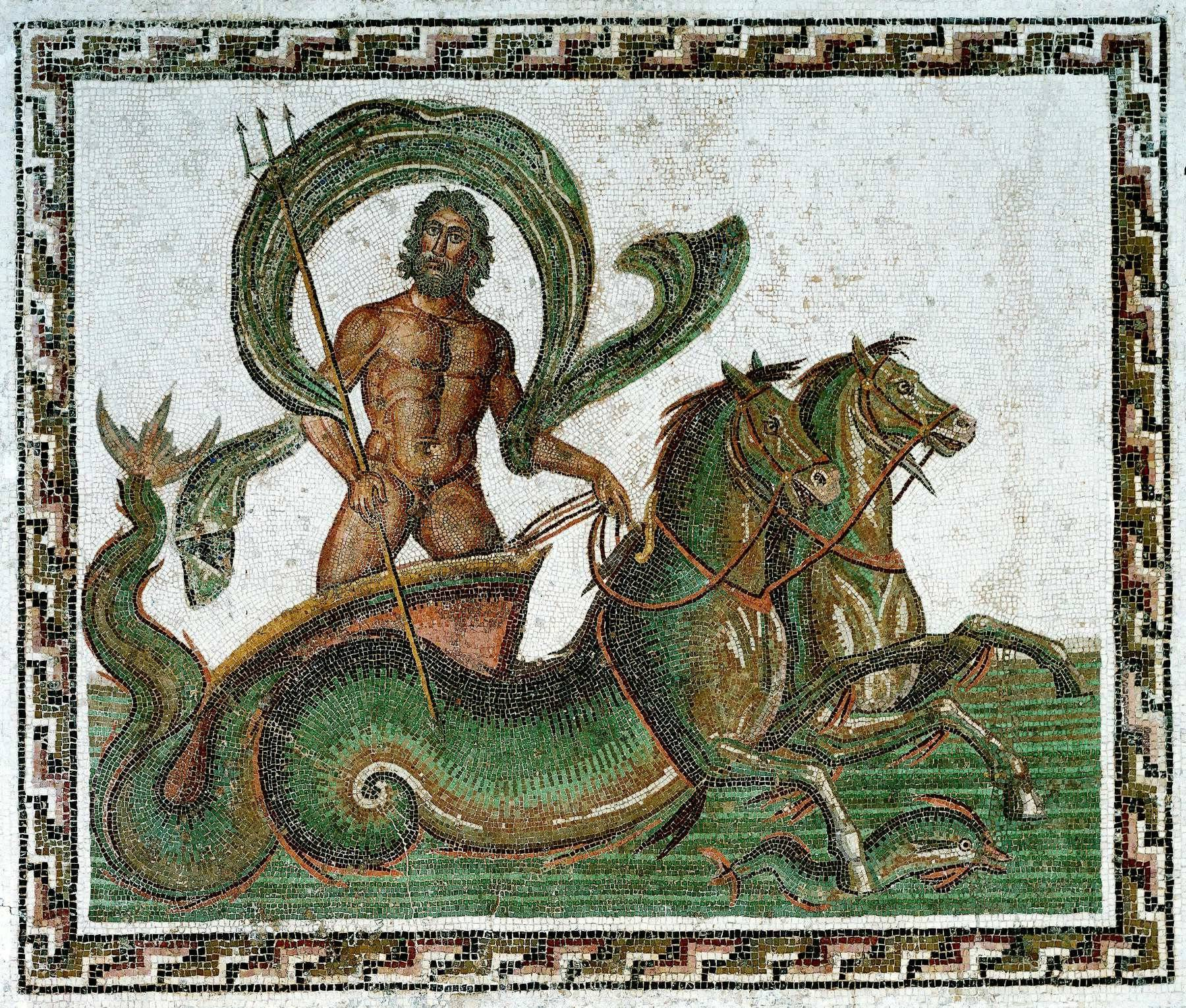
Нептуп, що править морськими конями. Археологіний музей (Суса), Туніс.

Мозаїчне мистецтво неупинно удосконалювалось і пройшло шлях від простих візерунків до складних композицій з різними орнаментами, бордюрами і сюжетами. Серед зображень переважали боги античного пантеона (Нептун, нереїди, Діоніс, Орфей,), сцени з міфів (викрадення Європи, Парис і три богині) тощо. Мали місце і побутові сцени, сцени полювання та сцени боїв гладіаторів. Було чимало зображень птахів і тварин, особливо диких, морських і свійських, доволі реалістичних. При відсутності орнаменту у центрі мозаїчного елемента часто розміщали птаха або тварину, ніяк не пов'язану із сюжетом, розташованим у центрі композиції. зображення птахів і тварин можна розглядати як ранні етапи зародження анімалістичного жанру. Якщо над сюжетними композиціями працювали і варіювали зображення у зв'язку в різними розмірами, в ораментах часто використовували певний стандарт і ці елементи однакові, що в мозаїках, знайдених у Алжирі, що у Франції. В орнаментах і смугах переважали геометричні фігури і майже математична вивіреність. Давньоримські мозаїки іноді нагадували килими, покладені на підлоги, але їх характери і орнаментика помітно відрізнялись від східних килимів.
Самі мозаїсти ще не дуже відчували специфіку мозаїчних технологій. Тому були випадки копіювання і перенесення у мозаїки оригіналів тогочасного живопису або портретів. Тому портретні зображення часто виглядали невдалими чи незграбними.
Коштовні мозаїки, навіть незважаючи на недоліки створення, викликали захоплення і мали власних прихильників і поціновувачів. Один з письменників Риму порівнював створення мозаїк з окремих камінців з підбиранням слів для урочистої промови.

## Мозаїки у Помпеях
Справжнім музеєм давньоримських мозаїк стануть відкопані будинки у Помпеях.
- Мозаїка могла утримувати лише напис «Have» (Привіт), викладений з морської гальки (так званий будинок Хірурга[2]).
- Гарчав на візитерів пес на вході в будинок Трагічного поета з написом «Cave canem»[2]. Другий сюжет цього ж будинку — мозаїка репетиції нової вистави акторами у масках в присутності поета-драматурга[3].
- Будинок Лабіринту у Помпеях подарував археологам знахідку мозаїки «Двобій Тезея з Мінотавром»[4].
- Шедевром мозаїчного мистецтва античності стала композиція в будинку Фавна «Баталія при Іссі», де подано перемогу Александра Македонського над перським царем Дарієм III. ЇЇ вважають копією з картини художника IV ст. до н. е. Філосксена з Еритреї[5].

Фрагменти мозаїки Александра і її реконструкція
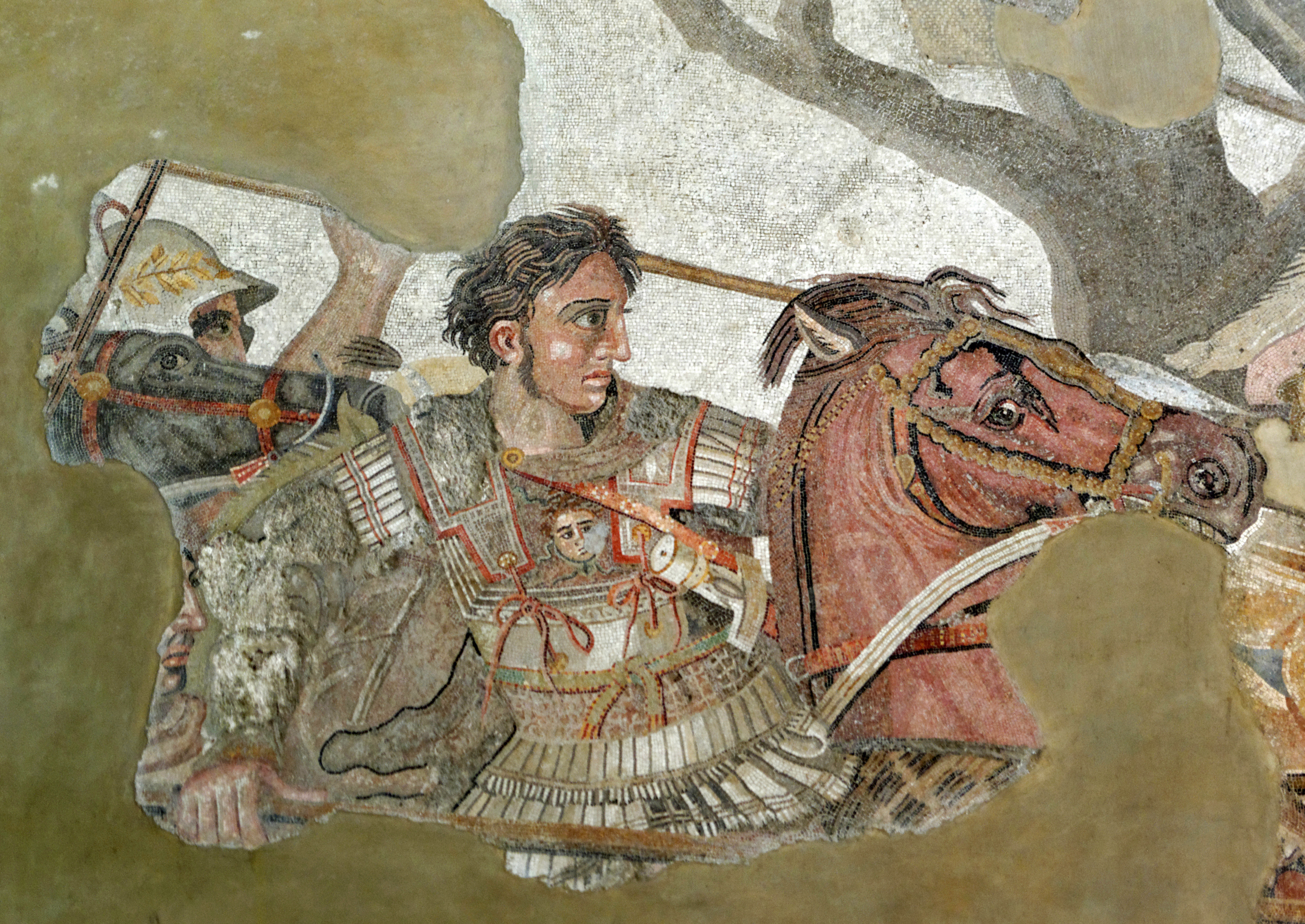
Александр верхи на Букефалі.
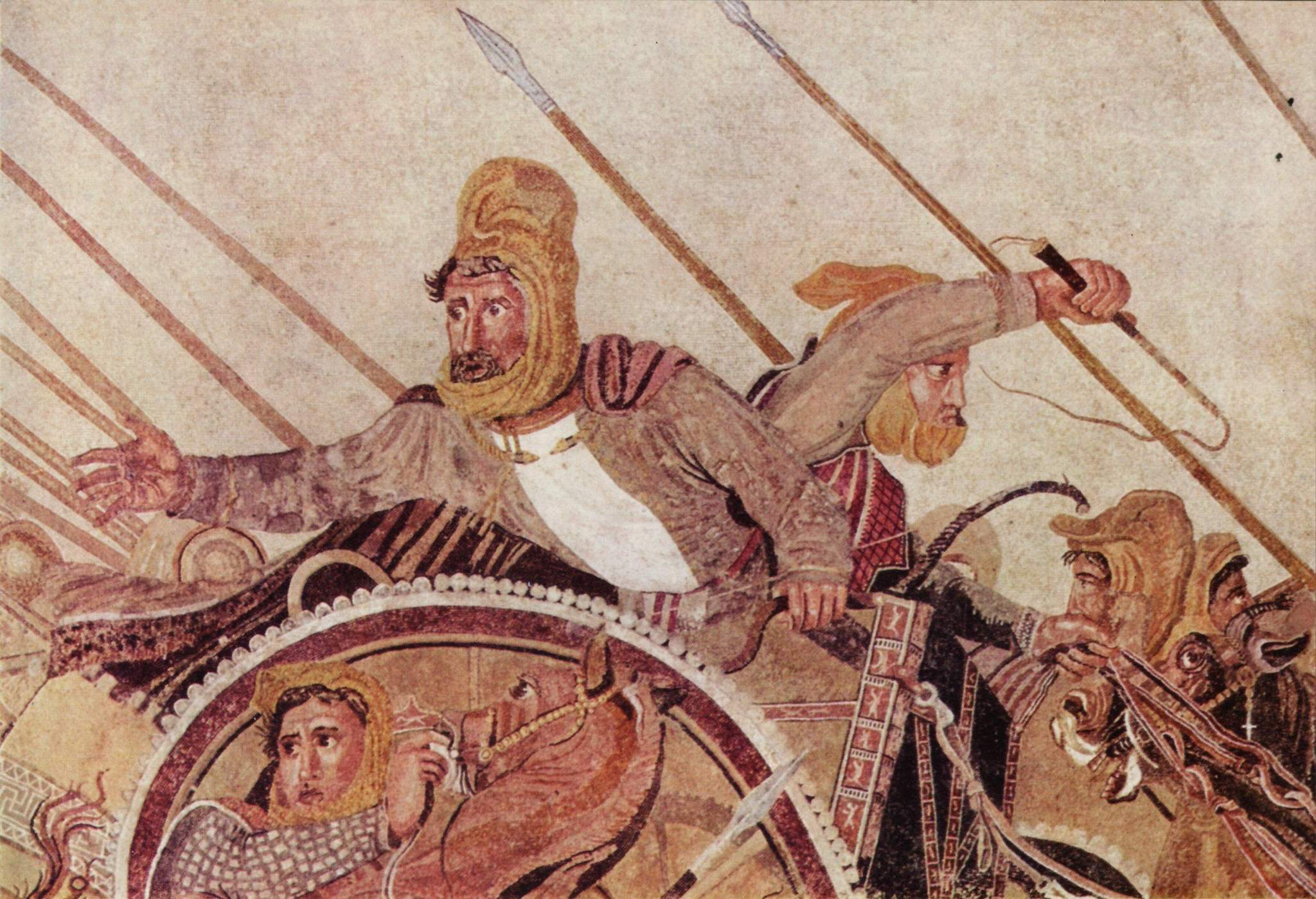
Перський цар Дарій III, що програв битву.
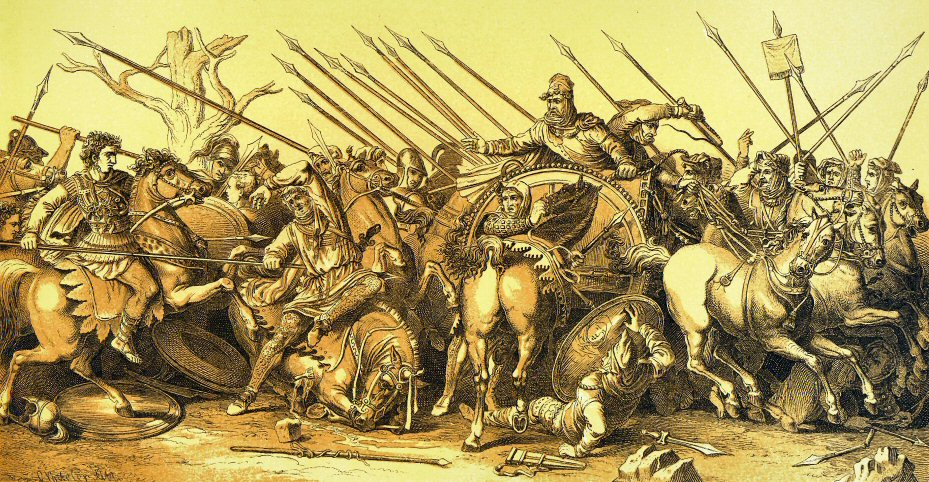
Реконструкція, оприлюднена 1893 року.

## Регламентація цін за мозаїки
Мозаїки згодом набули такого поширення і статусу, що майстри-мозаїсти отримувати певну кваліфікацію. На мистецтво мозаїки звернули увагу навіть римські імператори. Так, у третьому столітті імператор Діоклетіан (бл. 245–бл. 312 рр.) видав наказ, згідно з котрим майстри-мозаїсти могли запросити певну ціну за власну роботу згідно рівня їх кваліфікації.

Фотогалерея
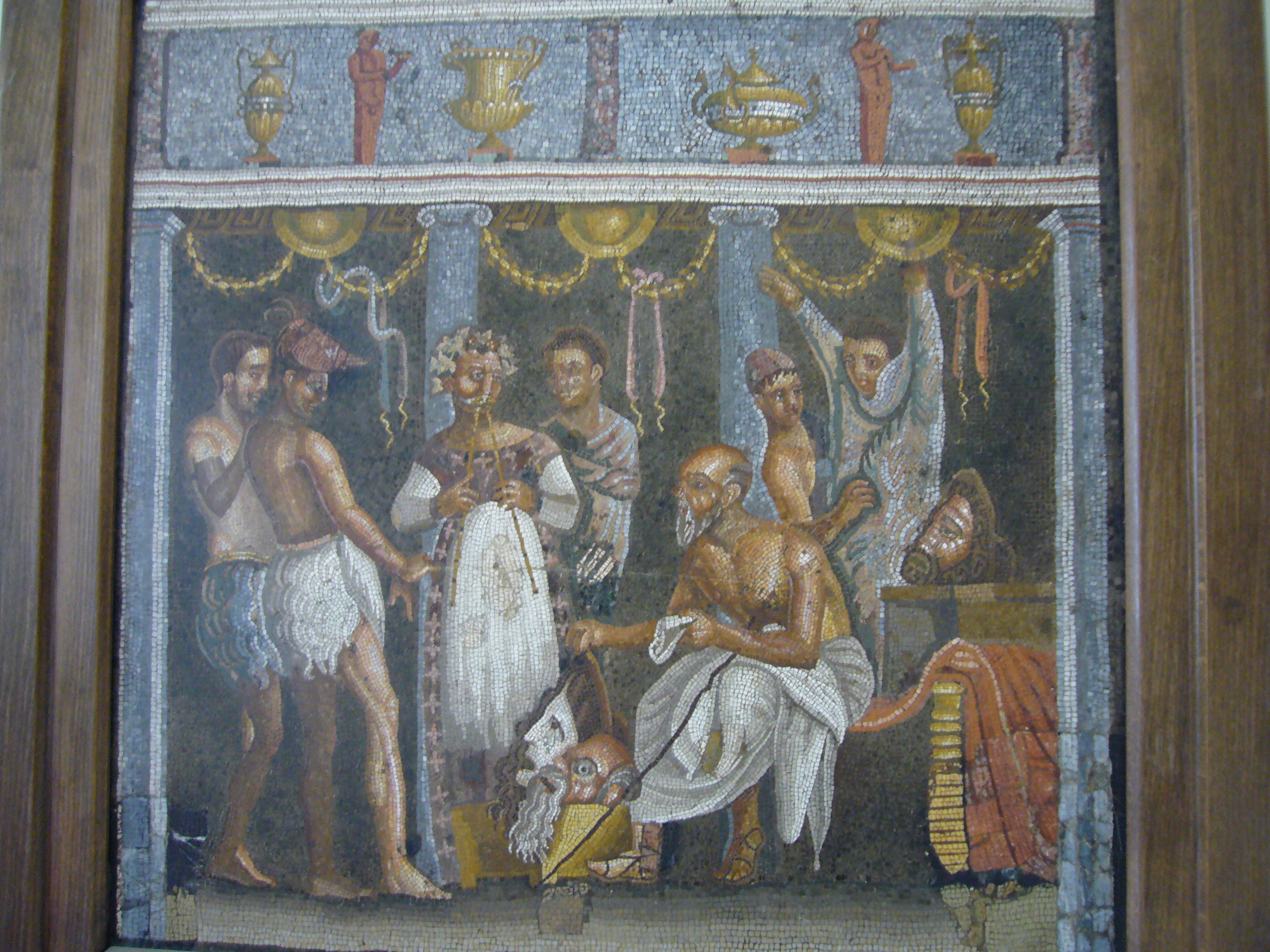
Мозаїка репетиції нової вистави акторами у масках у присутності поета-драматурга.
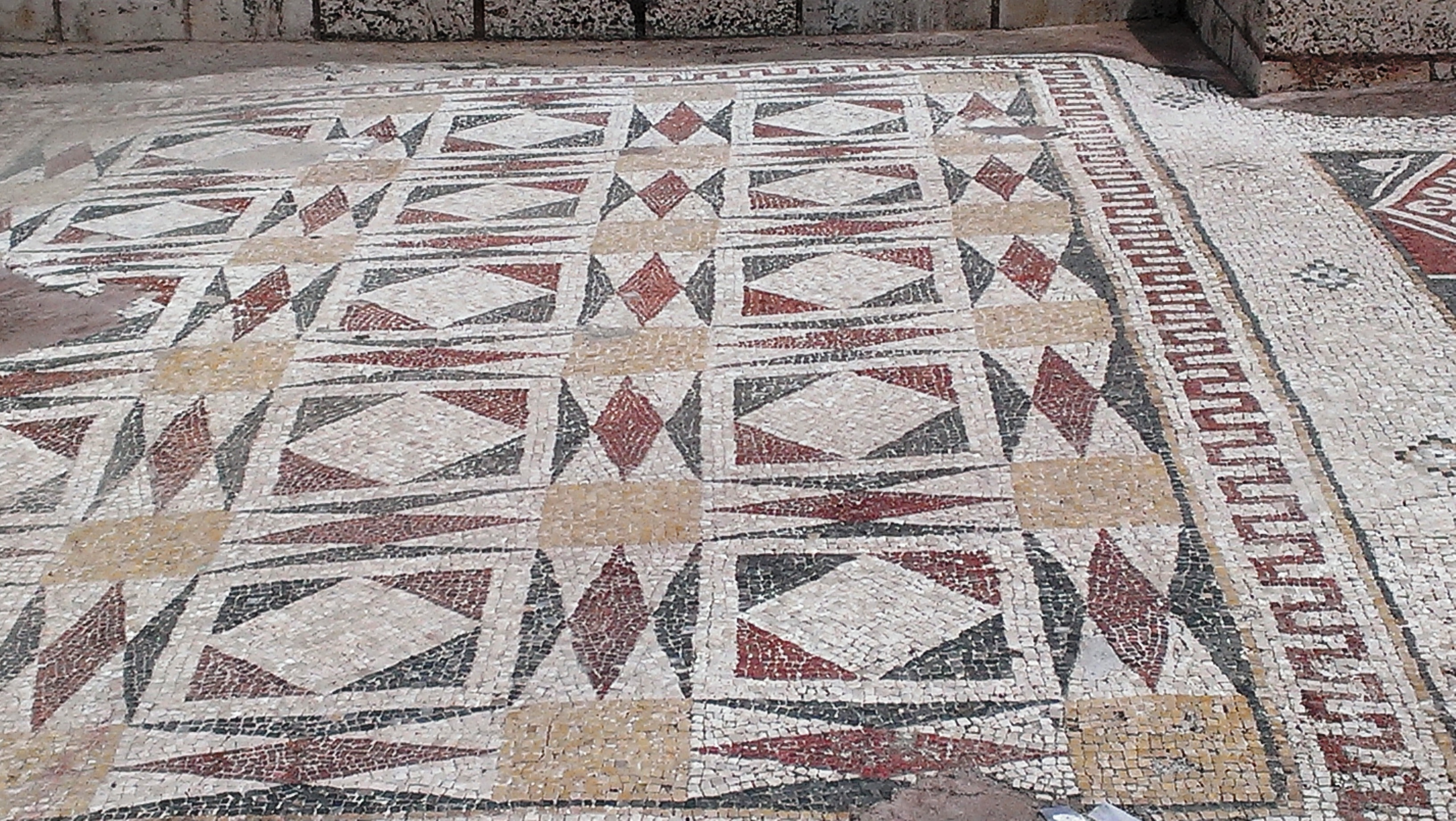
Мозаїка, знайдена у Цезареї.
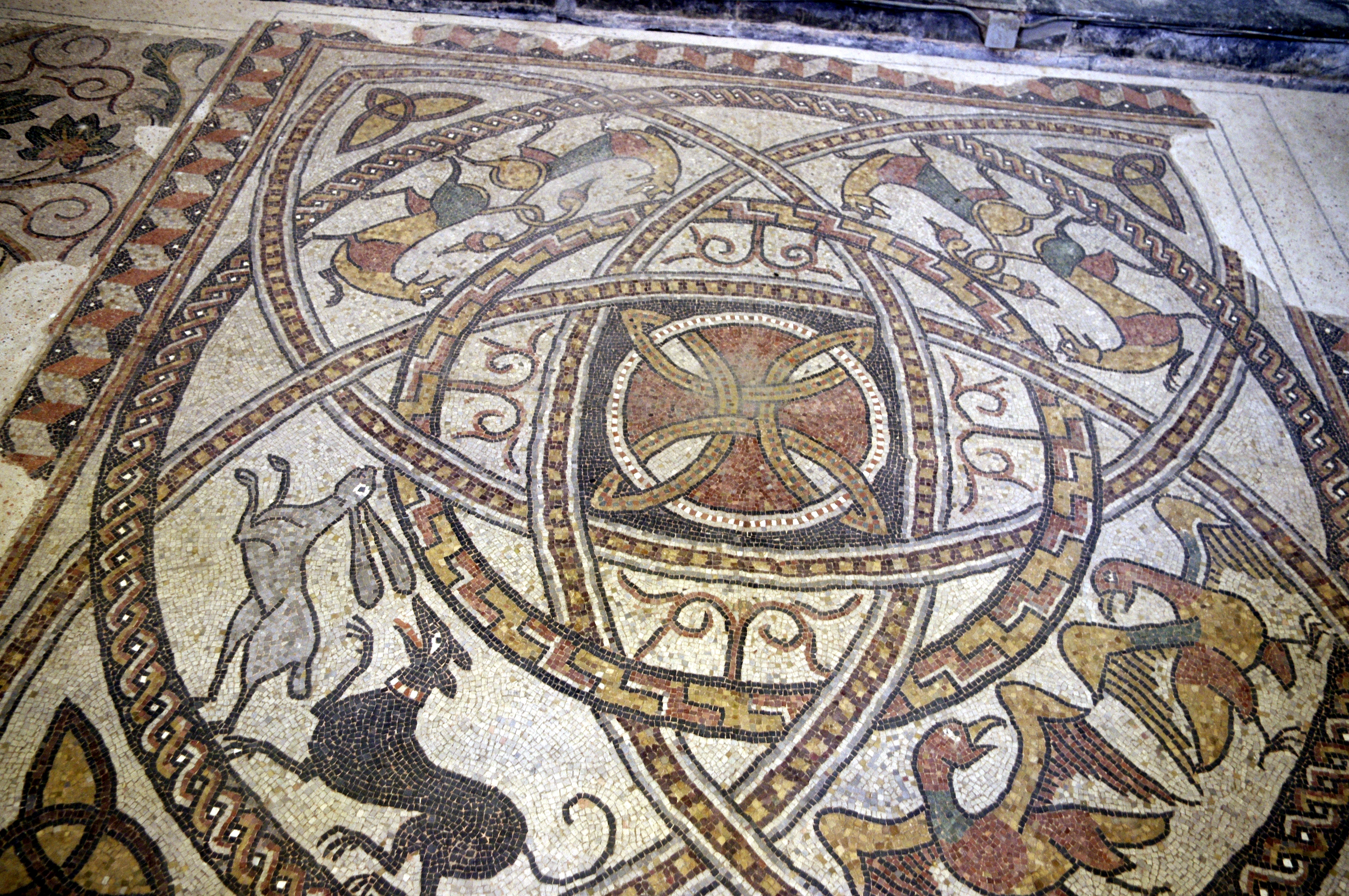
Декоративна мозаїка зі смугами і тваринами, Монастирська церква Сорд, Франція.
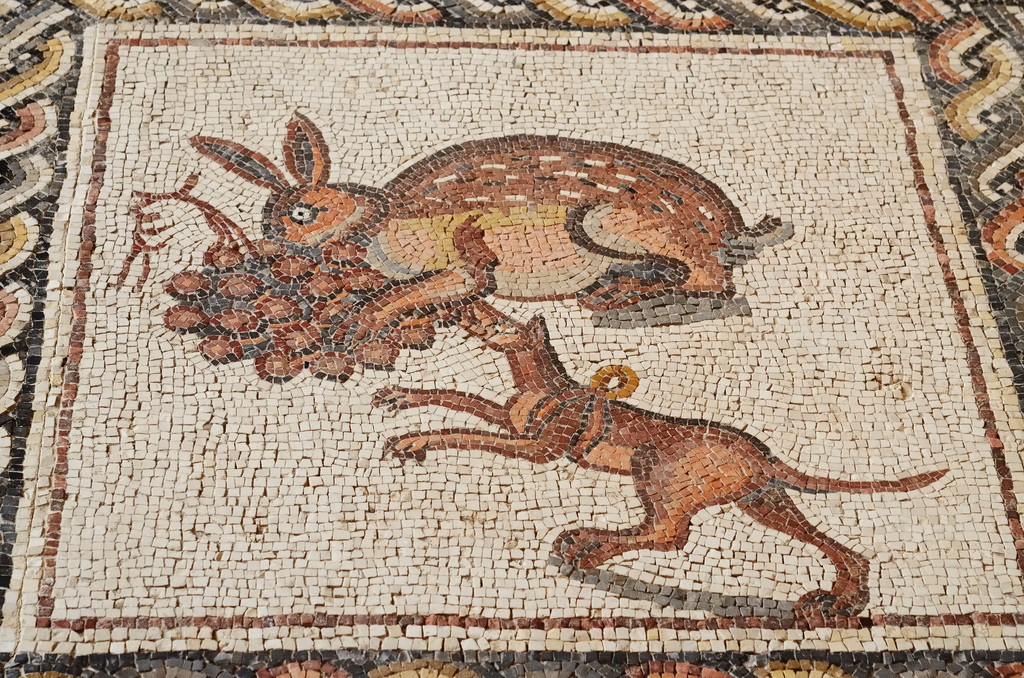
Мозаїка з природних камінців з зображенням зайця і собаки, знайдена у Ізраїлі.
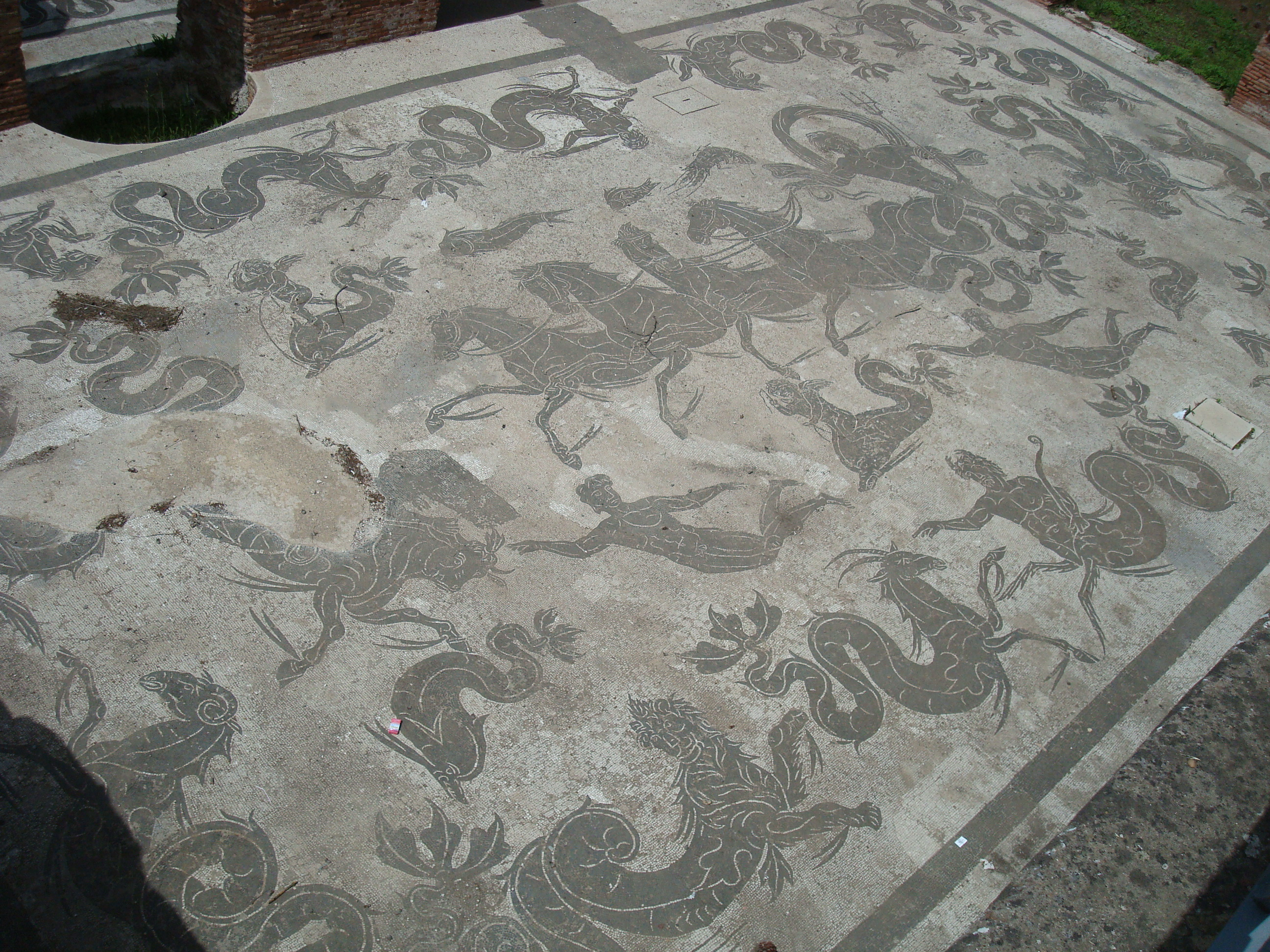
Мозаїка на підлозі лазні. Антична Остія, II ст. н. е.
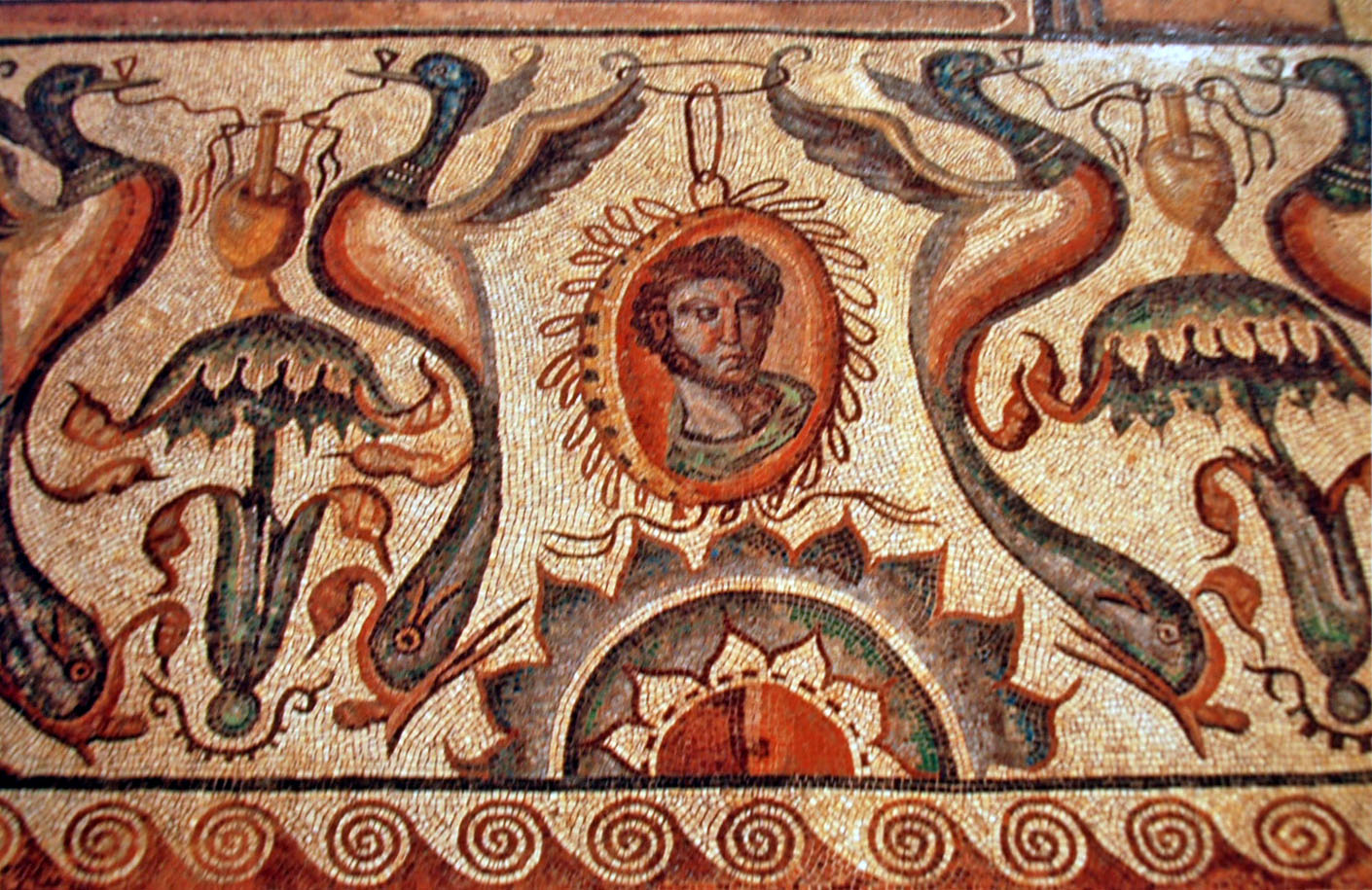
Декоративна давньоримська мозаїка, знайдена у Іспанії. Давньоримська вілла де ла Ольмеда.
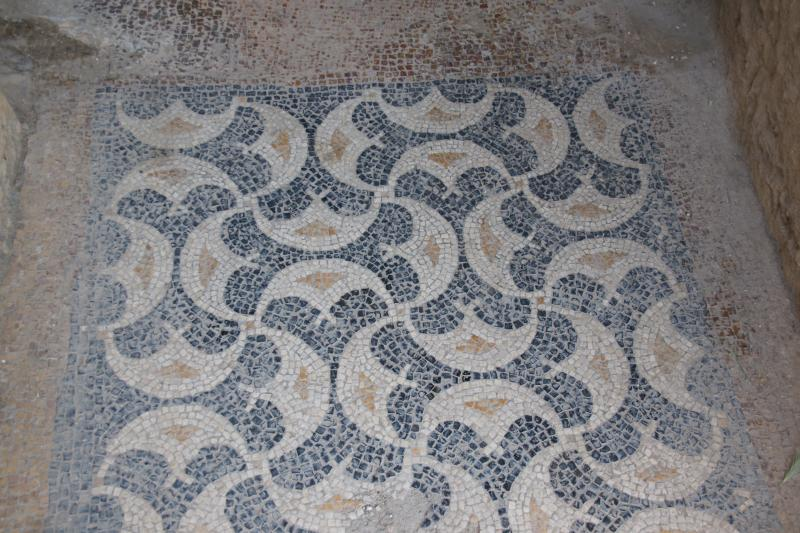
Добре збережена декоративна мозаїка, Музей Єджеміля, Алжир.
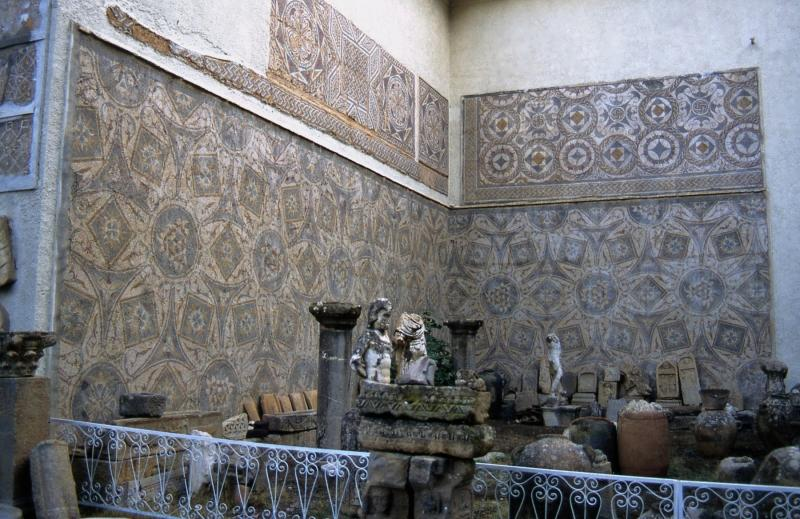
Залишки декоративних давньоримських мозаїк, Музей Єджеміля, Алжир.
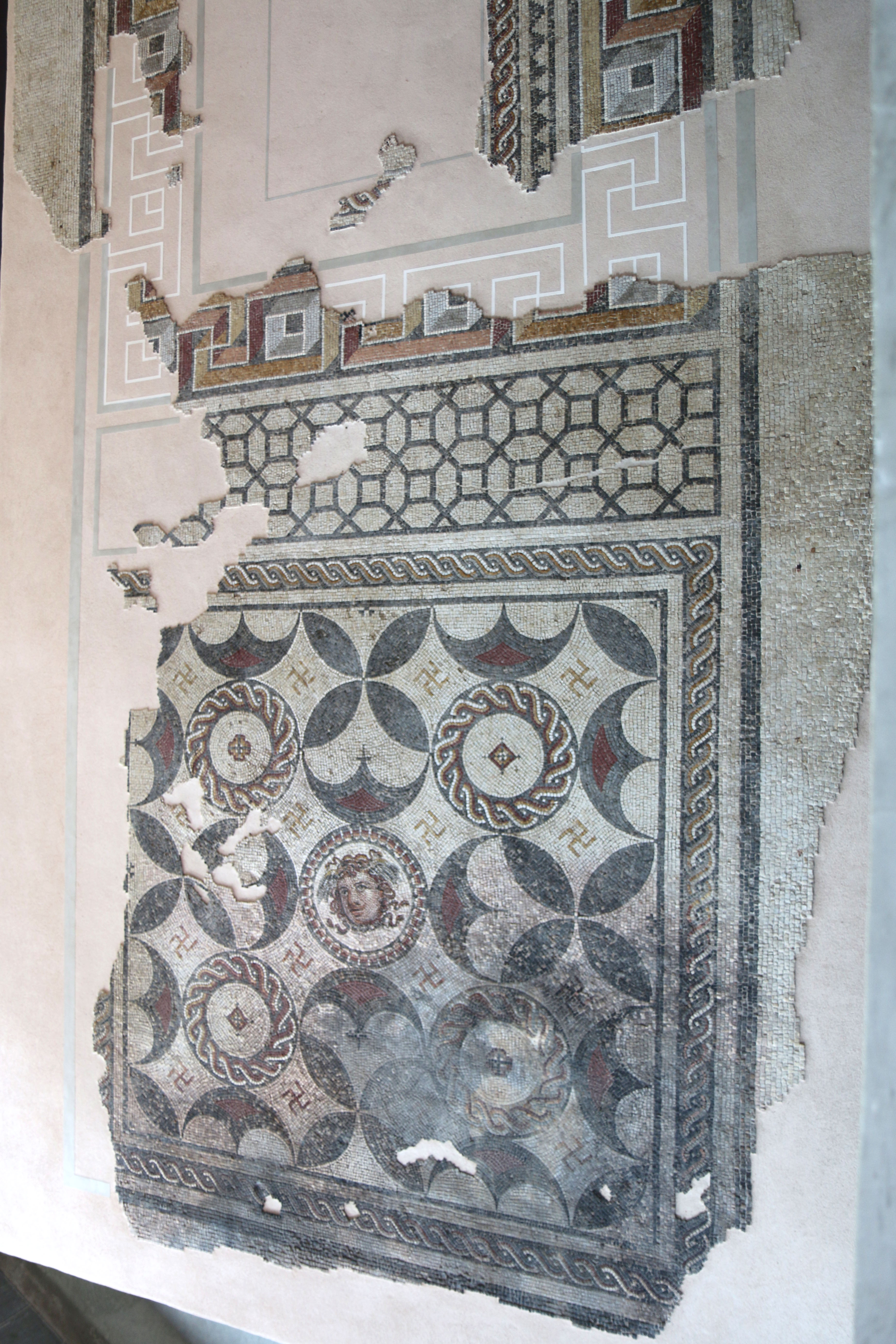
Давньоримська декоративна мозаїка, Музей, Арль, Франція.
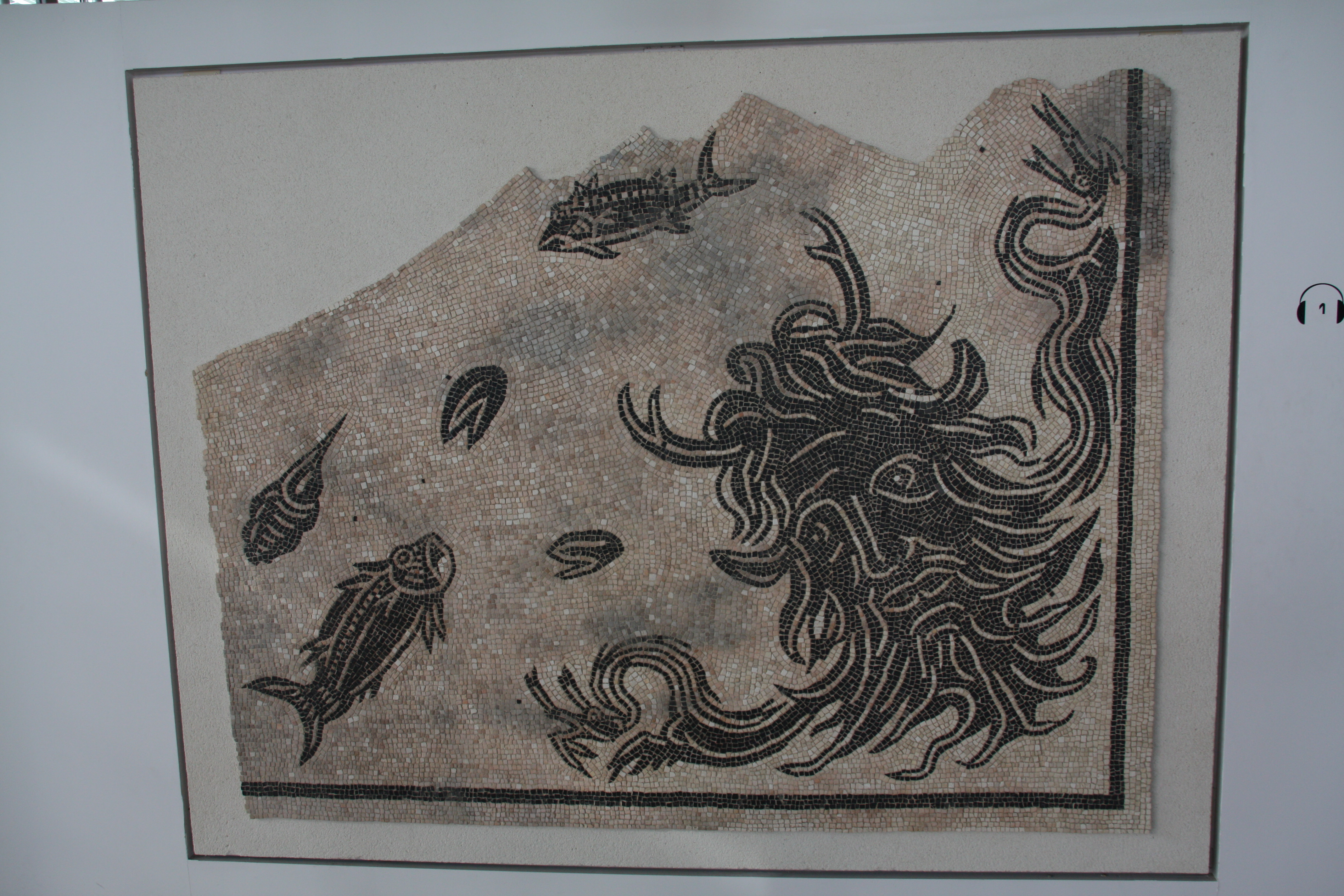
Кут мозаїчної композиції з маскароном і рибами, Галло-романський музей Сен-Роман-ан-Гал, Франція.
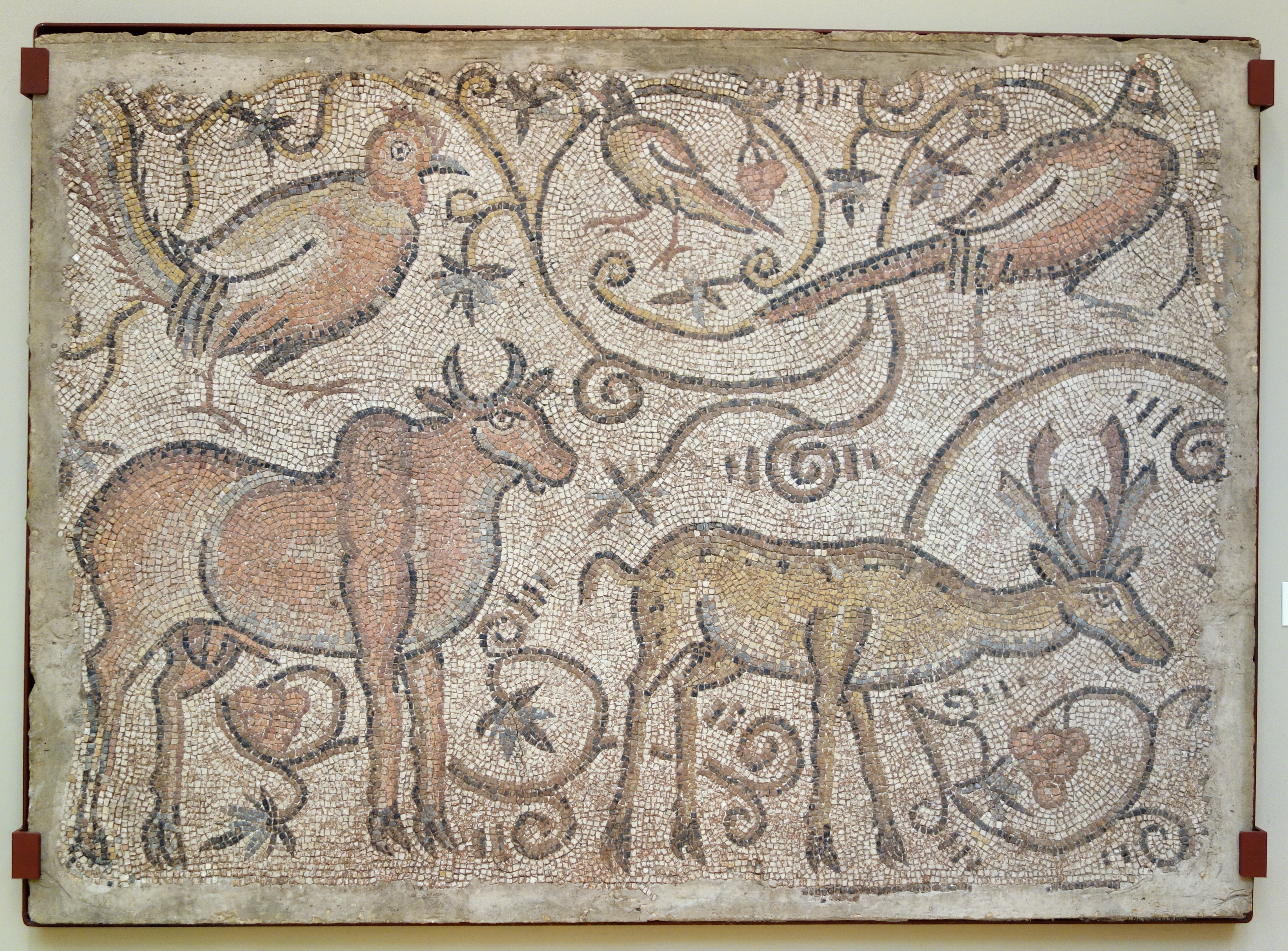
Мозаїка з птахами і тваринами, Хомс, Сирія.
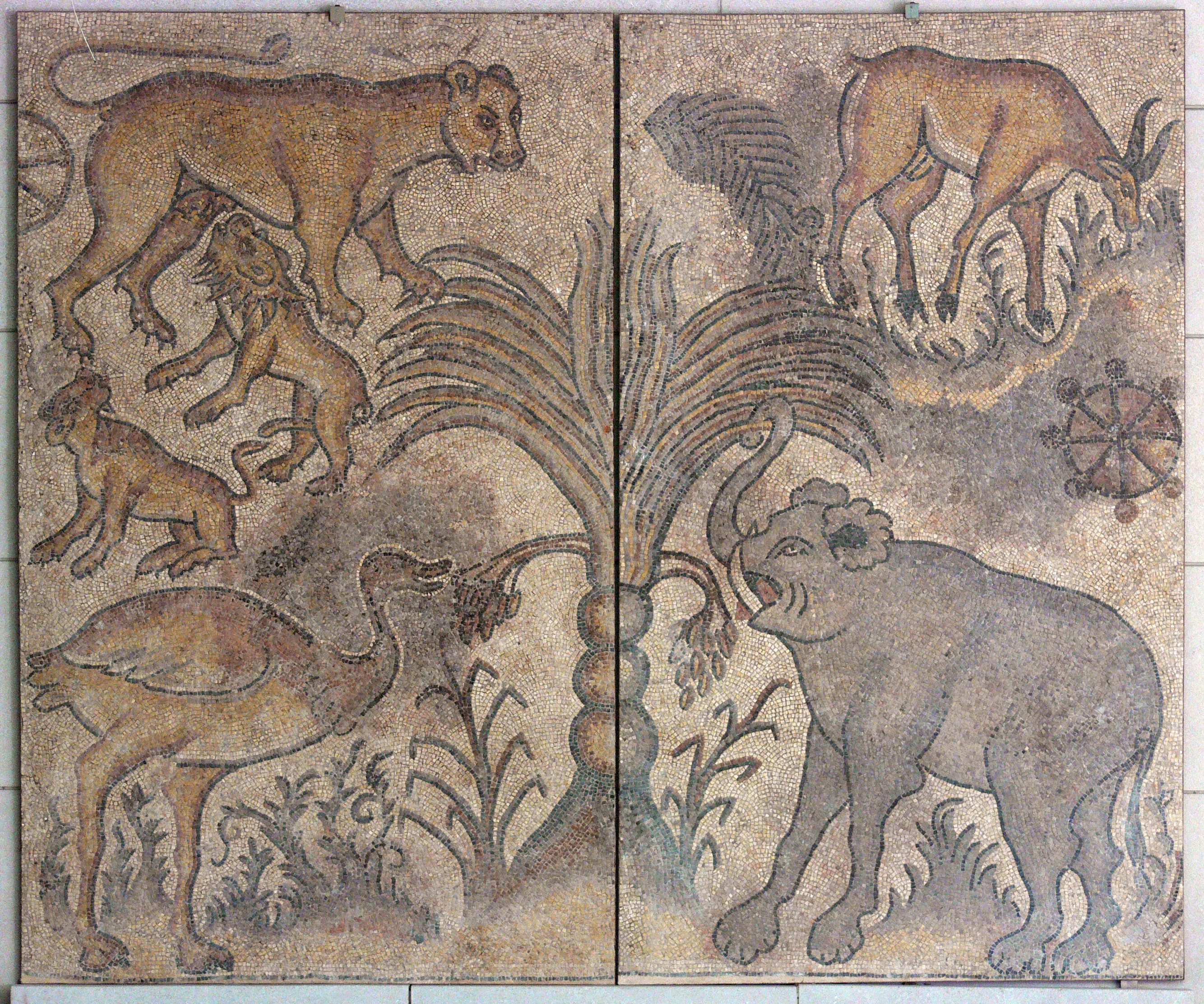
Мозаїка з дикими тваринами Африки.
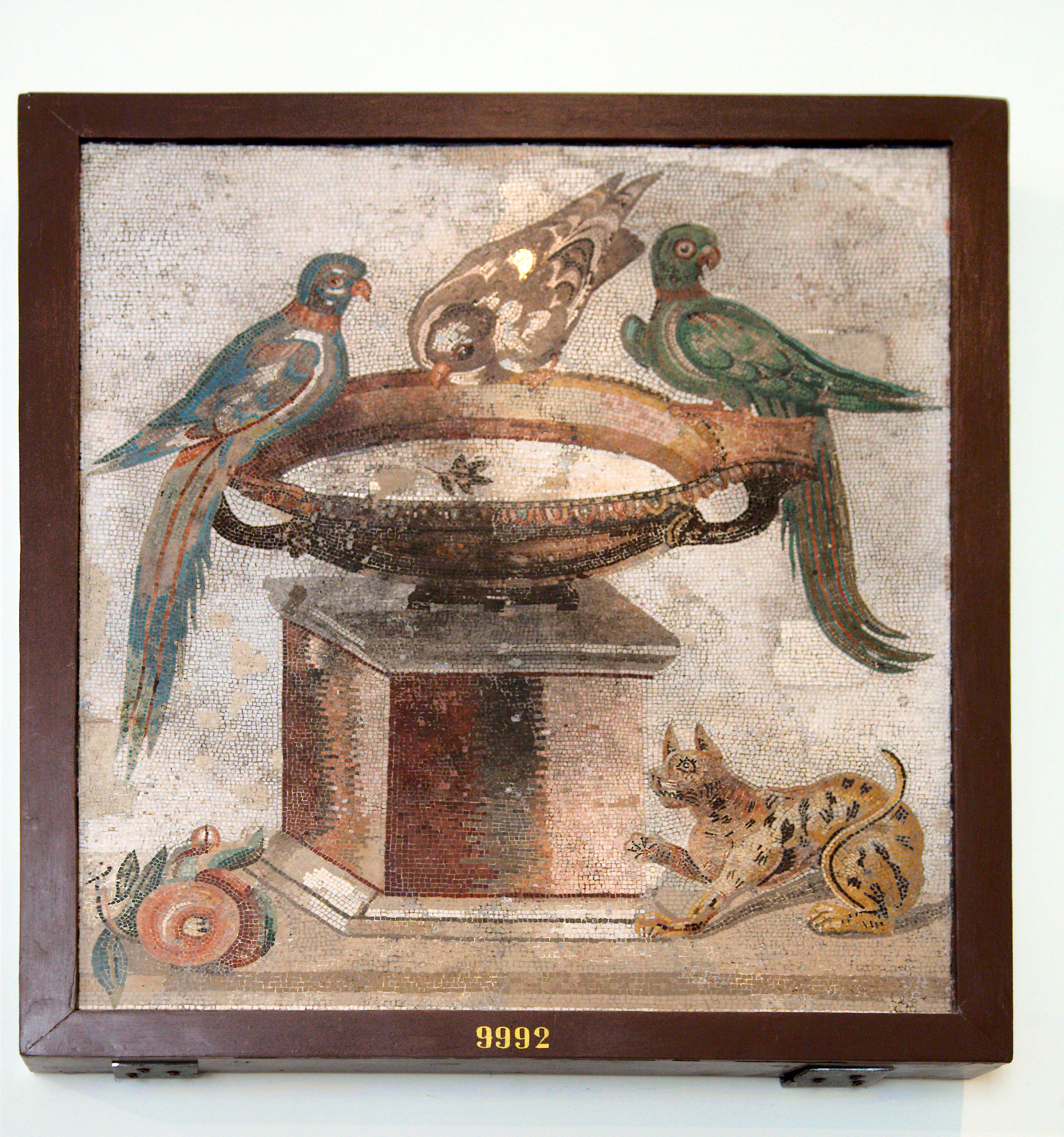
Птахи біля чаші з волою і кішка, Національний археологічний музей (Неаполь).
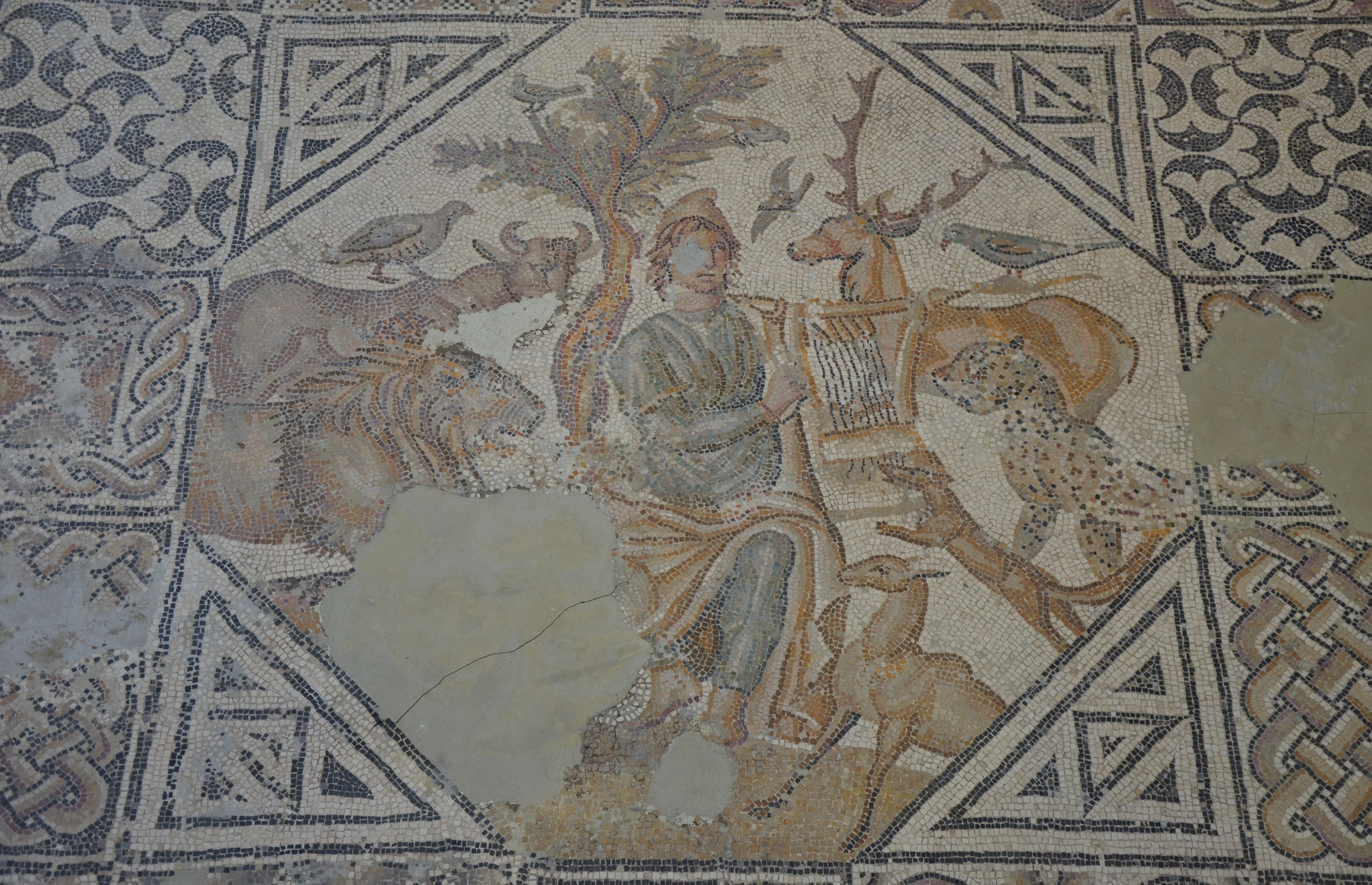
Сюжетна мозаїка «Орфей зачаровує музикою диких тварин», Музей, Арль, Франція.
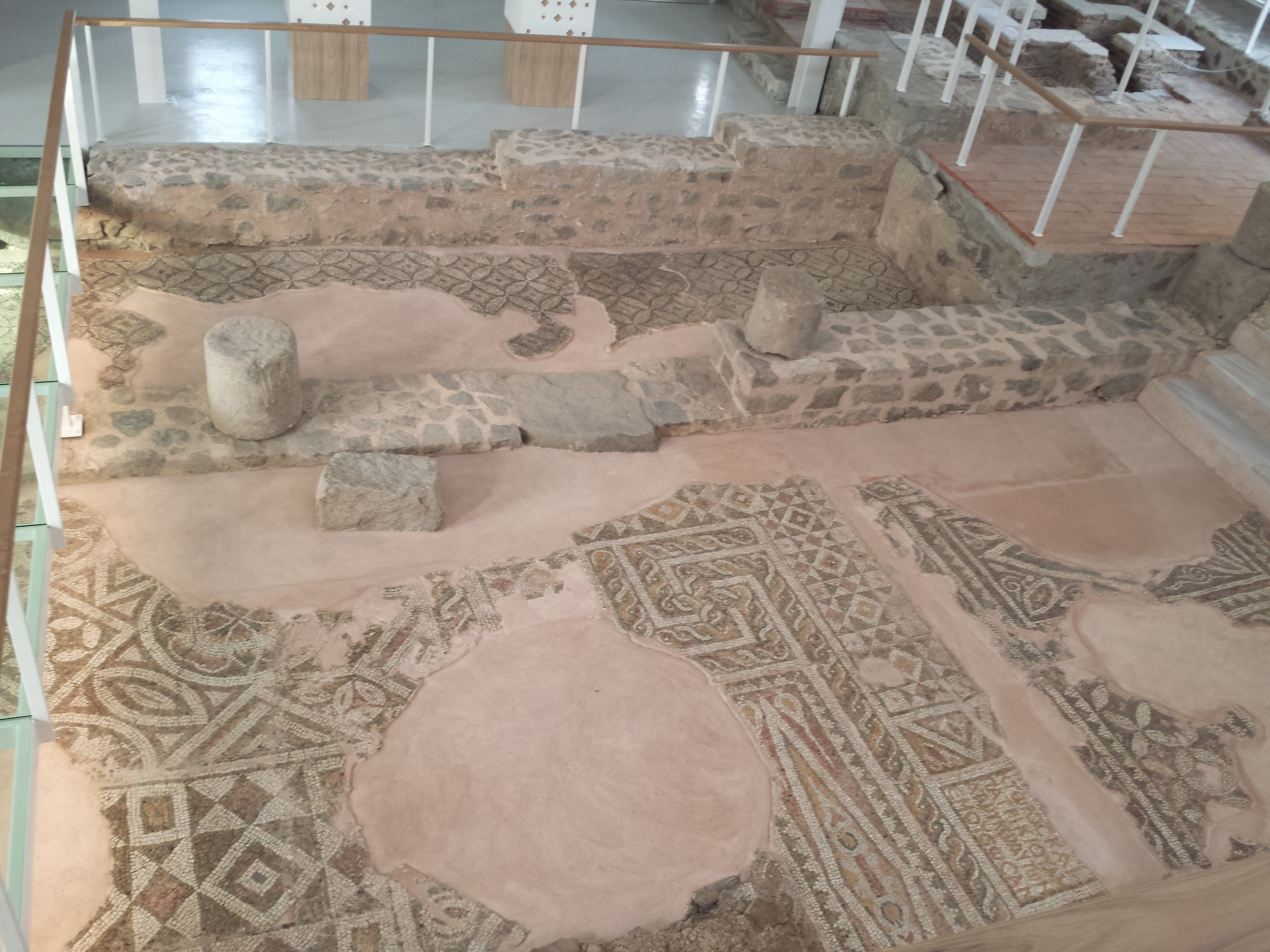
Декоративні мозаїки, так звана Мала Базиліка, Пловдів, Болгарія.
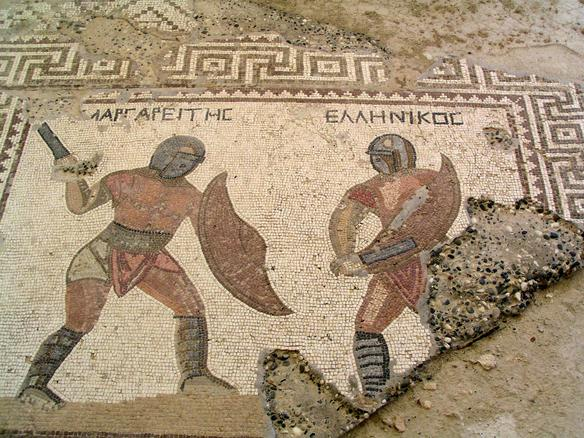
Давньоримська мозаїка з Дому гладіаторів, Куріон, Кіпр.
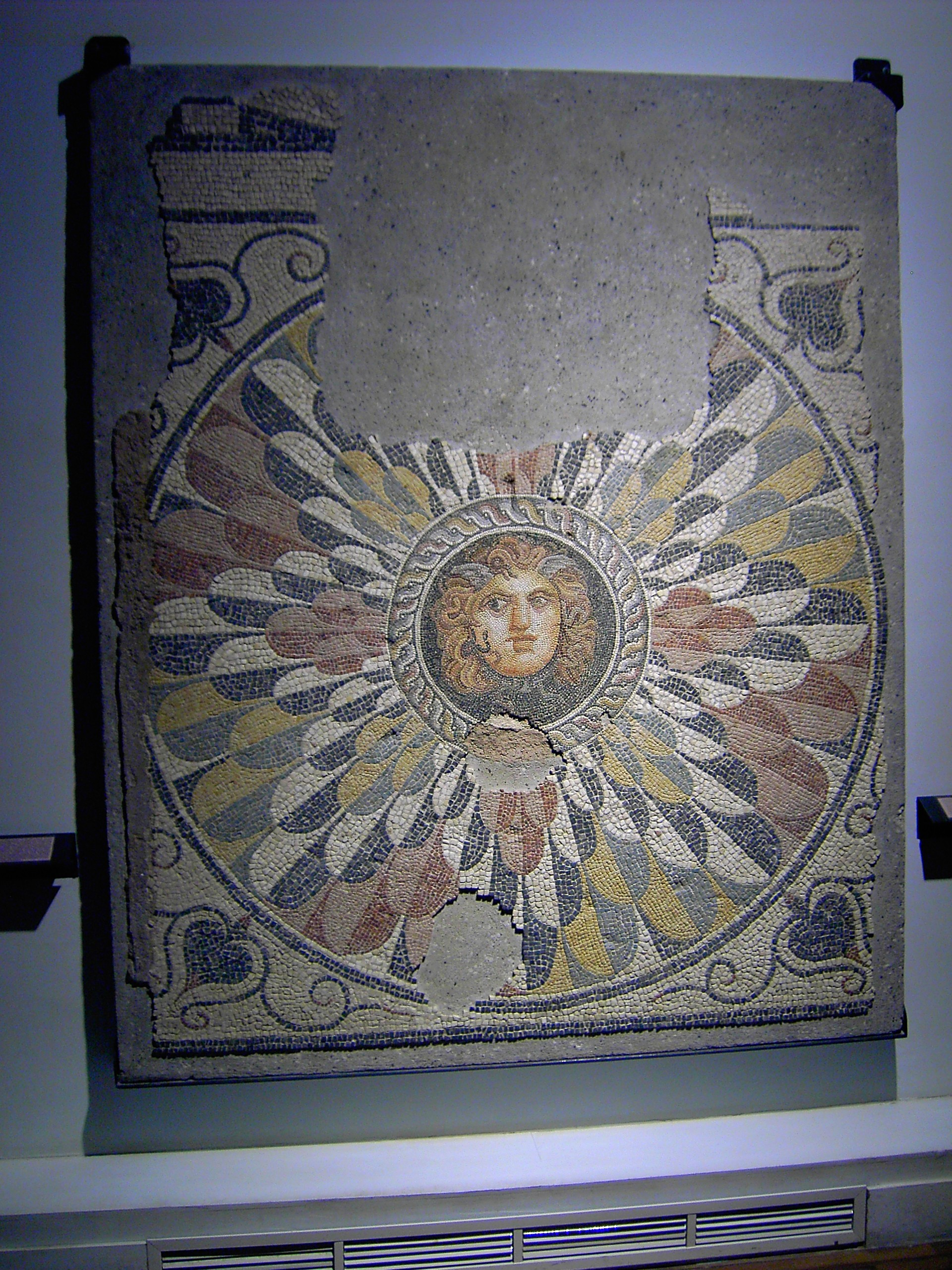
Давньоримська декоративна поліхромна мозаїка, знайдена в театрі Діани, Александрія, Національний музей, Єгипет.
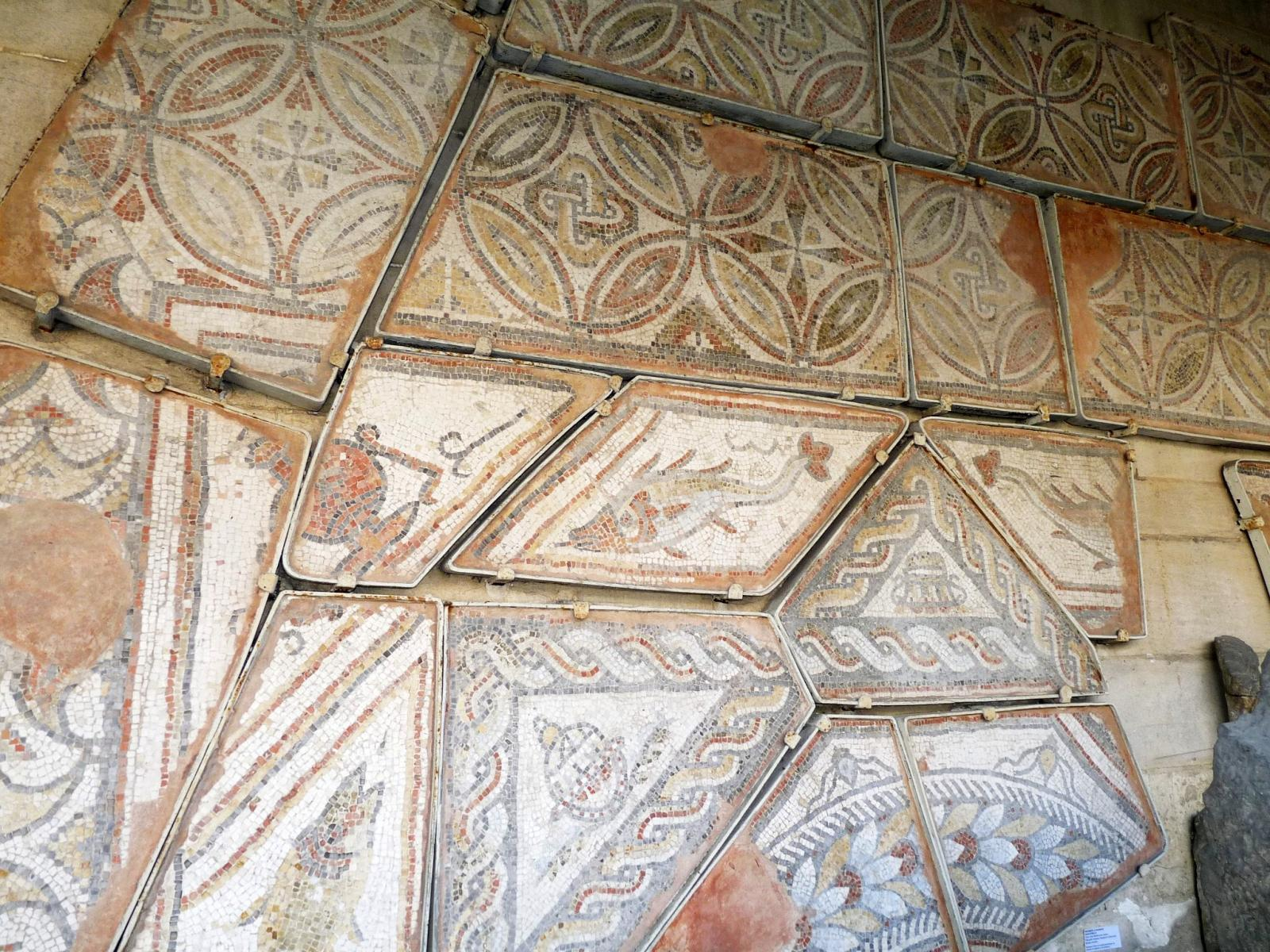
Фрагменти поліхромної мозаїки з вілли Фікьєр, Музей, Шаранта, Франція.
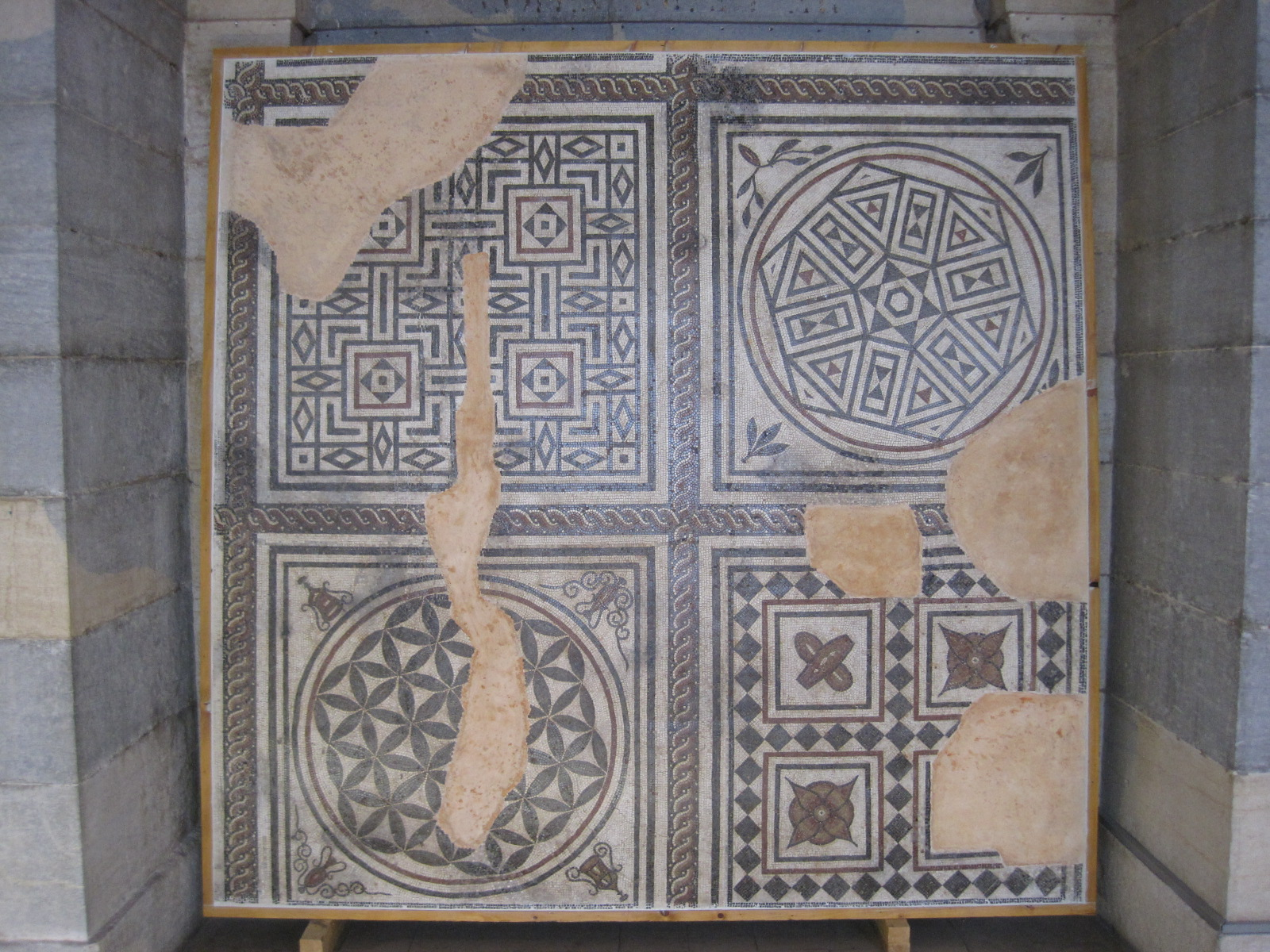
Декоративна мозаїка, Музей красних мистецтв, Безансон, Франція.
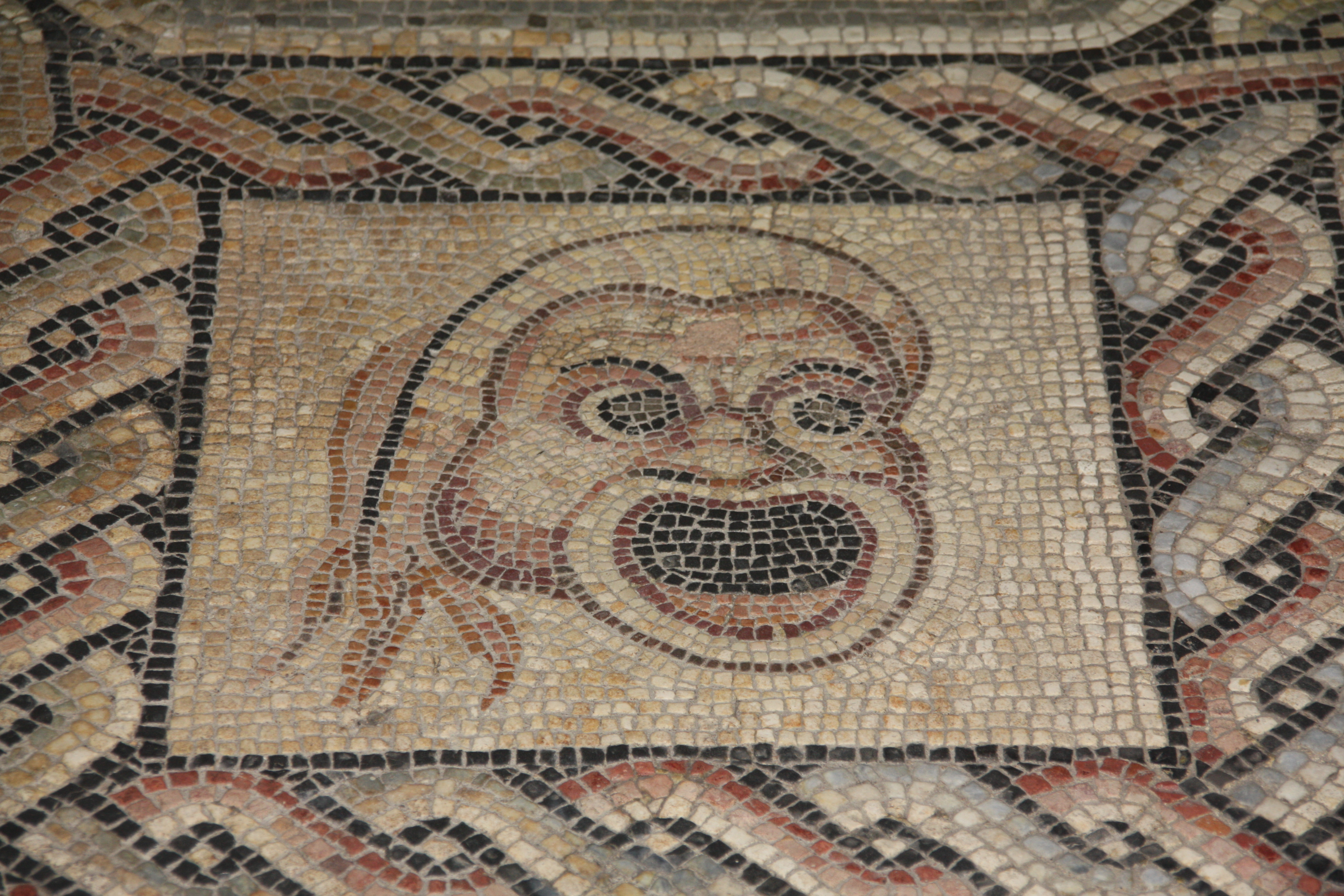
Фрагмент мозаїки з театральною маскою. Археологічний музей Сен-Пьєр, Ізер, Франція.
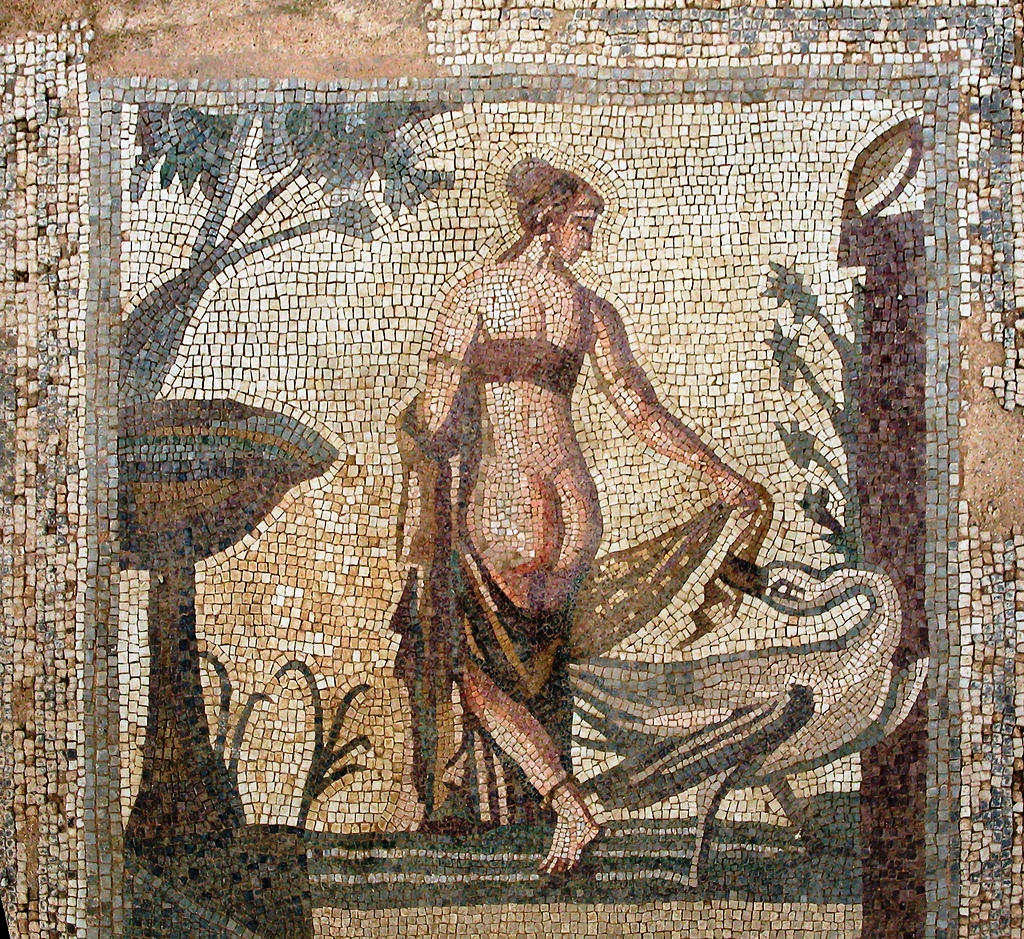
Леда і Лебідь. Музей Кіпра, Нікозія.
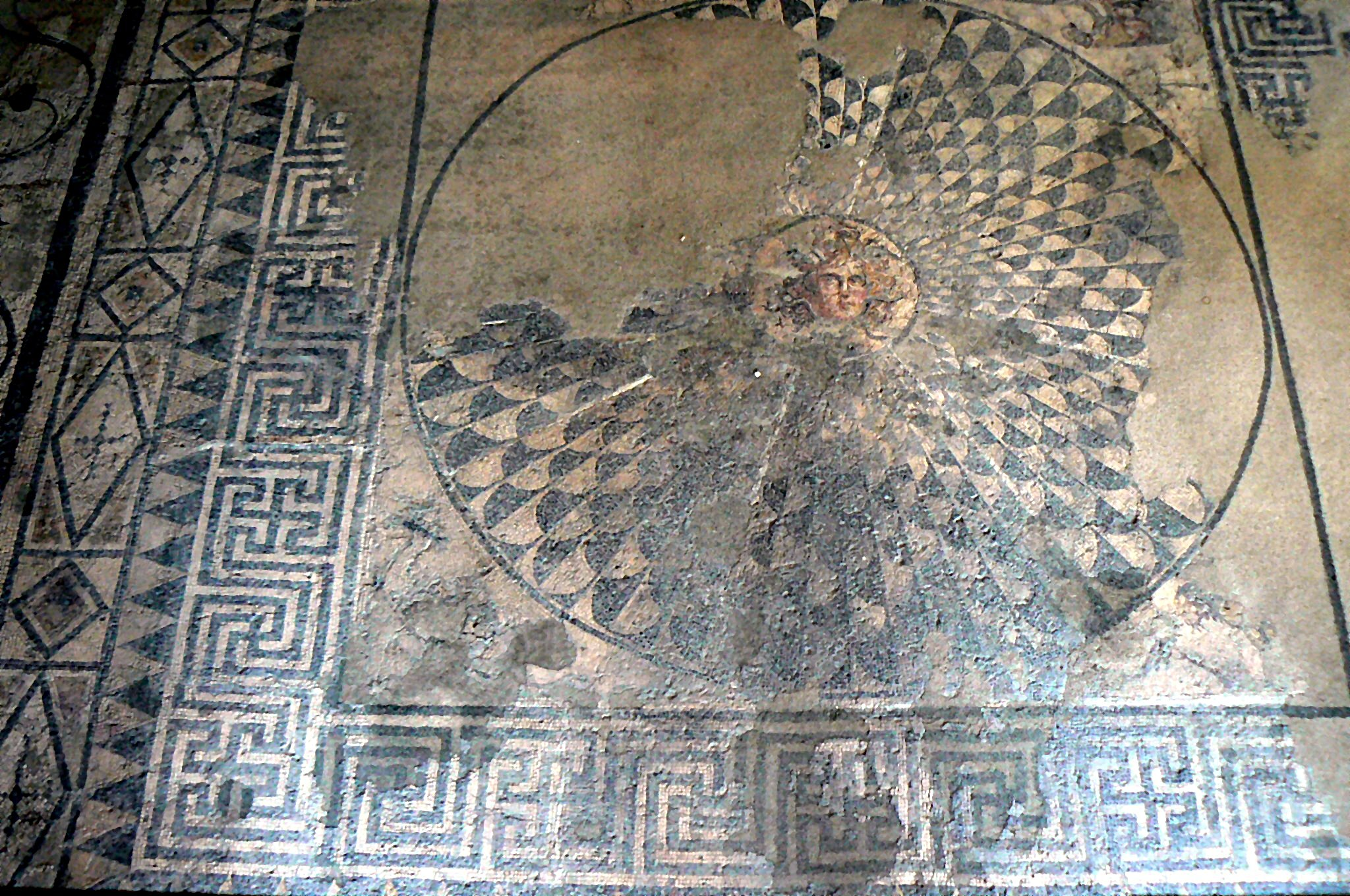
Давньоримська мозаїка декоративна з медальйоном і медузою Горгоною, музей Девня, Болгарія
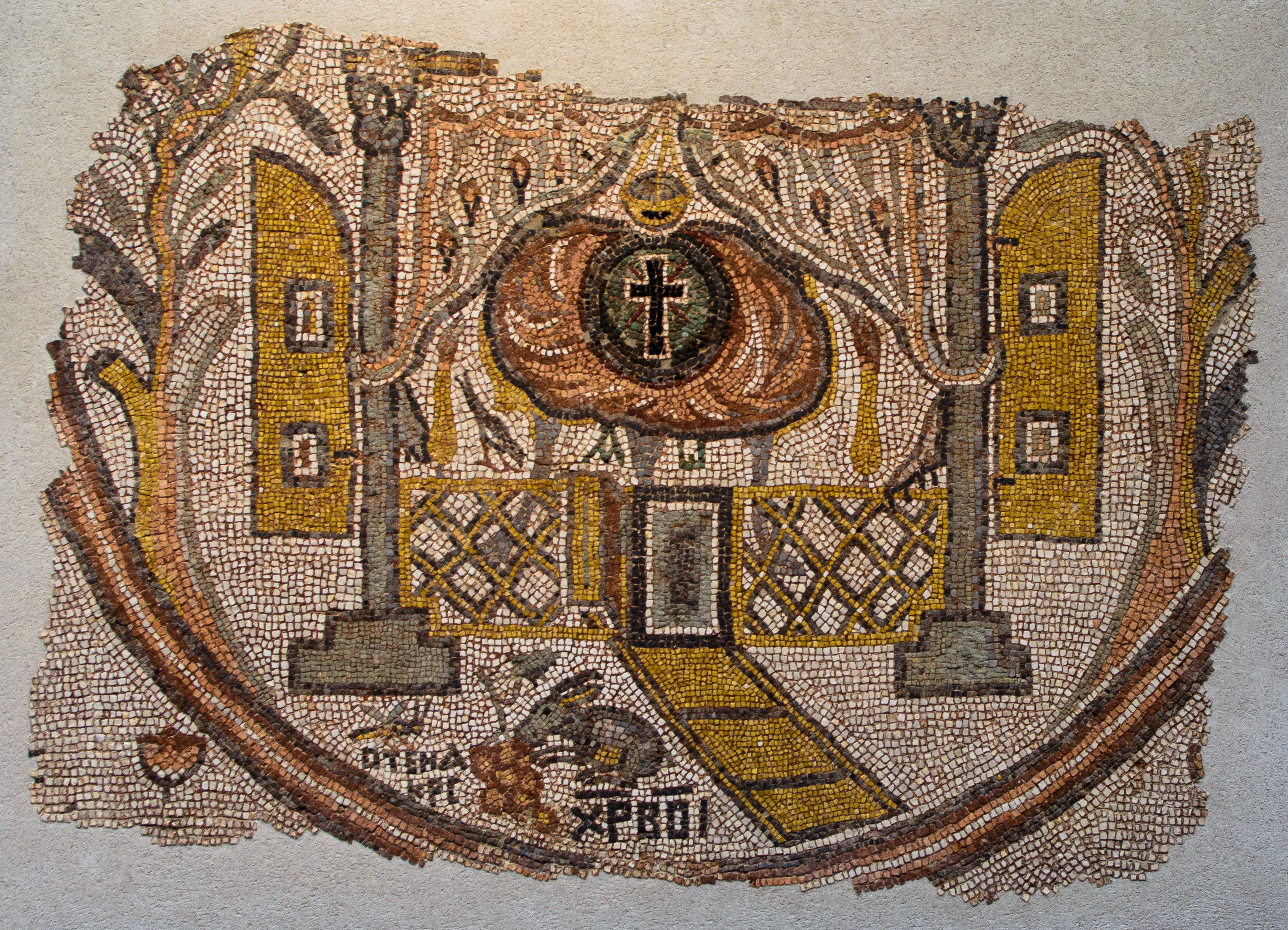
Мозаїка «Вівтар в церкві», Лувр, Париж.
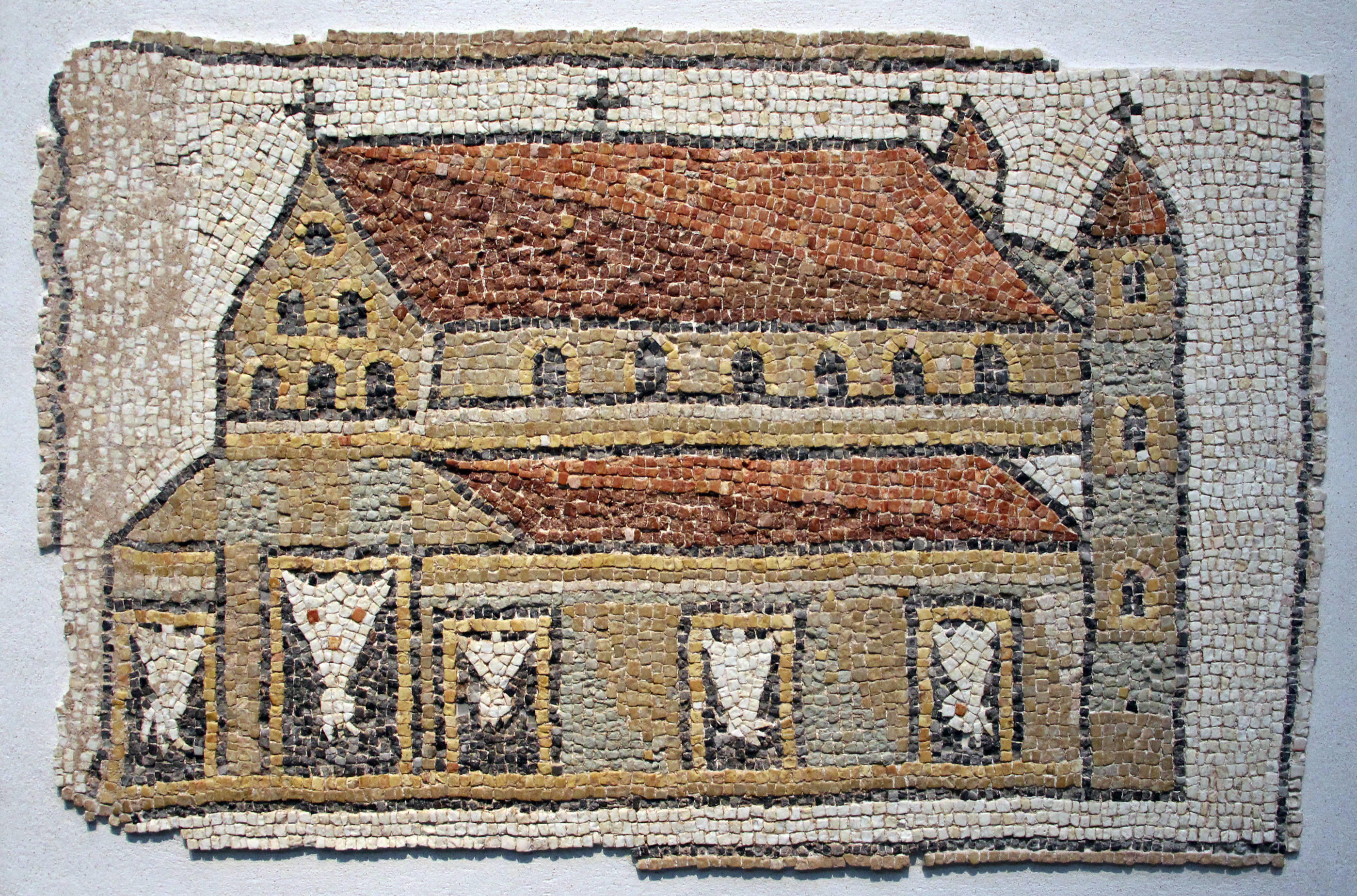
Ранньохристиянська базиліка зі сходу Середземномор'я. 450-ті роки н.е. Лувр, Париж.